# Người tẩy chay

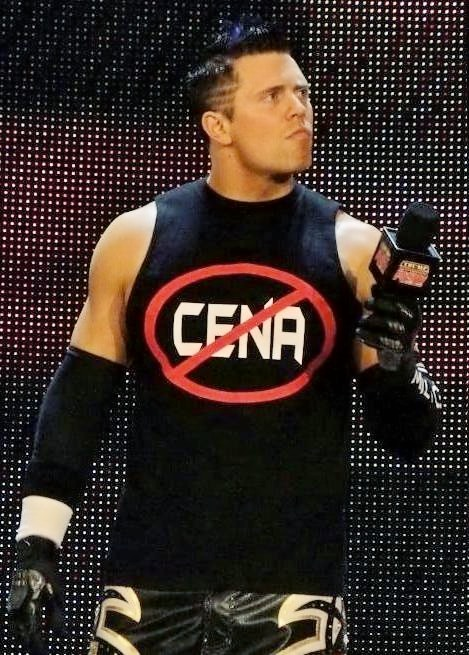

Người tẩy chay hay người chống đối (tiếng Anh: anti-fan) là một số người hứng thú viết, thảo luận hoặc trong một số trường hợp tạo ra một tác phẩm phái sinh về một đối tượng truyền thông nhưng chỉ với mục đích duy nhất nhằm chống lại hoặc giễu nhại. Người tẩy chay thường ghi rõ văn hóa hâm mộ mà họ căm ghét trong tên gọi, ví dụ tẩy chay Chạng vạng.

## Hành vi
Người tẩy chay thường phổ biến theo phạm vi rộng như thành cộng đồng người tẩy chay nhằm tập hợp thành các nhóm, thường trên các diễn đàn và trang mạng để chia sẻ những căm ghét chung. Điều đó tạo ra các câu lạc bộ người tẩy chay và một số câu lạc bộ đủ lớn để tạo thành một trang mạng người tẩy chay. Hành vi của một số người tẩy chay bao gồm đánh cắp thông tin, lan truyền tin đồn, sỉ nhục hoặc quấy rối thể chất.

## Các ví dụ
Những người tẩy chay sẵn sàng làm mọi cách để gây ảnh hưởng xấu đến sức khỏe của những nghệ sĩ mà họ vô cùng căm ghét. Hàn Quốc là nơi có làn sóng Hallyu (làn sóng thần tượng) phát triển rất mạnh mẽ, đặc biệt là các idol Kpop, nên tại đây thường xuyên xảy ra những trường hợp anti-fan đầu độc các thần tượng. Năm 2000, Yoon Eun-hye đã gây ra làn sóng phản đối dữ dội khi cô gia nhập vào ban nhạc nữ Baby V.O.X. Cô đã nhiều lần bị những người tẩy chay dùng súng nước bắn vào mắt mình bằng chất pha chế từ nước tương, giấm và bột ớt đỏ, với lý do là cô không xứng đáng có mặt trong nhóm Baby V.O.X. Cô đã phải đeo băng gạc che mắt suốt một quãng thời gian dài. Dù đã bị tấn công nhưng cô lại rất khoan dung, từ chối báo cảnh sát và khẳng định bản thân chỉ bị thương nhẹ. Ngoài ra, cô còn từng bị ném trứng vào người, và người tẩy chay thậm chí còn định xé nát những tấm ảnh cô chụp chung với nhóm. Năm 2001, một người tẩy chay ban nhạc nam K-pop G.O.D đã cố gắng hạ độc thành viên Yoon Kye-sang bằng đồ uống. May mắn là anh không hề uống nó mà lại đưa nó cho mẹ mình uống. Kết quả là bà ấy đã bị trúng độc và được đưa vào bệnh viện ngay sau đó. Năm 2006, một người tẩy chay ban nhạc nam K-pop TVXQ đã hạ độc trưởng nhóm Jung Yun-ho bằng một thức uống có dính chặt keo siêu dính. Thay vì tố giác người tẩy chay, Jung Yun-ho quyết định tha thứ cho cô gái vì cô ta bằng tuổi em gái của anh và anh cũng không muốn làm lớn chuyện này lên. Năm 2007, thành viên Hàn Canh của ban nhạc nam Super Junior đã trải qua một cú sốc khi người tẩy chay suýt nữa đã đầu độc được anh tại Trung Quốc. Ban đầu, người tẩy chay này cải trang thành một người hâm mộ và tặng cho anh một hộp bánh đã được tẩm độc ở bên trong. Rất may là nam ca sĩ không ăn phải và anh đã đem hộp bánh đi giám định để xem nó có chứa chất độc hay không. Nam ca sĩ kỳ cựu Na HyunA cũng từng bị một người tẩy chay dùng một con dao đâm lên mặt khi ông đang biểu diễn trên sân khấu. Đến tận bây giờ, vết sẹo vẫn còn in hằn trên mặt ông. Chiếu tia laser lên mắt nghệ sĩ cũng là chuyện mà những người tẩy chay thường hay làm. Những sự cố như vậy đã dẫn đến việc gia tăng an ninh cho những người nổi tiếng tại Hàn Quốc.
Tại Nhật Bản, ngày 25 tháng 5 năm 2014, tại một sự kiện bắt tay tại Trung tâm Hội nghị và Văn hóa Công nghiệp Iwate ở Takizawa, Iwate, hai thành viên nhóm AKB48 là Rina Kawaei và Anna Iriyama đã bị tấn công bởi một người đàn ông 24 tuổi tên Satoru Umeta. Một nam nhân viên cố gắng ngăn chặn kẻ tấn công cũng đã bị thương sau vụ việc. Được biết, mặc dù không có mối liên hệ nào với AKB48, nhưng người đàn ông này vốn là một người thất nghiệp, anh ta là một người tẩy chay ngành công nghiệp thần tượng nói chung vì cảm thấy bất mãn rằng họ được trả lương cao nên mới ra tay. Báo cáo của cảnh sát tỉnh vào thời điểm xảy ra vụ việc cho biết rằng, người đàn ông này đã nói rằng anh ta "cảm thấy thất vọng sau khi mất việc vào tháng 12 trước đó", và đối với anh ta "bất cứ ai cũng tốt cho việc giết người", cuối cùng anh ta nói rằng đã chọn tham gia sự kiện bắt tay của AKB48 vì chắc chắn hôm đó sẽ có đông người. Cả hai thành viên AKB48 đều đã trải qua cuộc phẫu thuật và không còn hoạt động trong nhóm trong một thời gian dài. Kawaei đã không bao giờ có thể hồi phục tinh thần hoàn toàn và vào tháng 3 năm sau, cô đã tuyên bố tốt nghiệp khỏi nhóm với lý do tâm lý không thể tham gia các sự kiện bắt tay của người hâm mộ nữa. Ngay sau sự cố đó, AKB48 đã hủy các buổi biểu diễn tại nhà hát của mình đến cuối tháng 5, các sự kiện bắt tay và chụp ảnh người hâm mộ vào tháng 5 và tháng 6 cũng đã bị hoãn lại. Các nhóm chị em khác của AKB48 là SKE48, NMB48 và HKT48 tuy không hủy các buổi biểu diễn tại nhà hát của họ, nhưng họ cũng đã áp dụng các biện pháp an ninh mới: dùng máy dò kim loại, không sử dụng hàng ghế đầu của nhà hát, hủy các sự kiện "high-five" sau buổi biểu diễn và tăng số lượng nhân viên bảo vệ.

### Trong văn hóa đại chúng
Cả phim và phiên bản truyền hình Tôi và anti-fan kết hôn đều dựa trên tiểu thuyết cùng tên.

## Nghiên cứu
Trong khi việc nghiên cứu người hâm mộ như một phần của nghiên cứu truyền thông đã nhận được sự chú ý đáng kể, rất ít nghiên cứu được thực hiện về những người ám ảnh với truyền thông bằng thái độ chống đối. Các học giả như Henry Jenkins và Matt Hills đã thực hiện một số nghiên cứu về hiện tượng người tẩy chay.